# 拉瓦斯蒂达 (萨拉曼卡省)
拉瓦斯蒂达，是西班牙卡斯蒂利亚-莱昂萨拉曼卡省的一个市镇。 总面积19平方公里，总人口37人（2001年），人口密度2人/平方公里。